# Parafia Wszystkich Świętych w Cudzynowicach
Parafia Wszystkich Świętych w Cudzynowicach – parafia rzymskokatolicka, znajdująca się w diecezji kieleckiej, w dekanacie kazimierskim.